# 스캐너 다클리
《스캐너 다클리》(영어: A Scanner Darkly)는 미국에서 제작된 리처드 링클레이터 감독의 2006년 성인 애니메이션 SF 스릴러 영화이다. 키아누 리브스 등이 출연하였고, 파머 웨스트 등이 제작에 참여하였다.

## 줄거리
미국이 마약과의 전쟁에 실패한 근미래에 서브스턴스 D라는 강력한 환각제가 미 전역을 집어삼켜 20%에 육박하는 인구가 중독자로 전락한다. 정부는 고기능 감시 장치를 도입하고 경찰들은 내부에서조차 신원 보호를 위해 외관과 목소리를 끊임없이 변조시키는 "스크램블 슈트"와 암호명을 사용한다. 마약 공급망에 잠입한 요원 밥은 서툰 이중 생활 끝에 서브스턴스 D에 중독되어 뇌가 심각하게 망가지기 시작한다.

## 출연진
- 키아누 리브스
- 로버트 다우니 주니어
- 우디 해럴슨
- 위노나 라이더
- 로리 코크런
- 미치 베이커
- 데이미언 클라크
- 제이슨 더글러스
- 마코 퍼렐라
- 앨릭스 존스

## 기타 제작진
- 공동 제작: 에린 퍼거슨
- 배역: 데니즈 셔메인, 베스 셉코
- 미술: 브루스 커티스
- 의상: 케리 퍼킨스